# Csennai metró
A Csennai metró (tamil nyelven: சென்னை மெட்ரோ) Indiában található Csennai városban és vonzáskörzetében. A metróhálózat hossza 2024 áprilisában 54,65 km, a metróvonalak száma 2 és az állomások száma 42 volt. Az első vonal 2015. június 29-én nyílt meg. Éves utasforgalma 32 800 000 fő (2019).

## Forgalom
Az utasforgalom az elmúlt években az alábbi módon változott:
| 2019 | 32 800 000 |